# Alternanthera minutiflora
Alternanthera minutiflora là loài thực vật có hoa thuộc họ Dền. Loài này được (Seub.) Suess. mô tả khoa học đầu tiên năm 1934.